# Ширакска равнина
Ширакската равнина (на арменски: Շիրակի սարահարթ,; на руски: Ширакская равнина) е планинска равнина (плато, котловина) в северната част на Арменската планинска земя, простираща се на територията на Армения (източната ѝ част) и Турция (западната ѝ част). Разположена е по средното течение на река Ахурян (ляв приток на Аракс, десен приток на Кура) между хребетите Базумски и Памбакска на изток, планинския масив Арагац на югоизток и Карското плато на запад. Дренира се от река Ахурян и десният ѝ приток Карс. Дължина и ширина около 40 km, надморска височина от 1500 до 1600 m. Покрита е с миоцен-плиоценски лави, туфи, туфобрекчи, пясъци, глини и суглинки. Характерен е планинско-степният ландшафт развит върху планински черноземни и карбонатни почви. Отглеждат се зърнени култури и е развито овощарството. В северната ѝ част е разположен град Гюмри, а в южната град Артик.
Ширакската равнина е известна още като Ширакска котловина, Ширакско плато, Гюмрийска равнина, Гюмрийска котловина, Гюмрийско плато, а бившите ѝ названия са Ленинаканска равнина, Ленинаканска котловина, Ленинаканско плато.